# كوبا ليبرتادوريس 1981
كأس ليبرتادوريس 1981 (بالإسبانية: 1981 Copa Libertadores) هو موسم من كأس ليبرتادوريس. أقيم خلال الفترة 18 مارس 1981 وحتى 23 نوفمبر 1981، وبمشاركة 21 فريقًا، وفاز فيه نادي فلامنغو.

## النهائي
وصل النهائي فلامنغو البرازيلي وكوبريلوا التشيلي، وهو الظهور الأول لكليهما في نهائيات البطولة. أقيمت مباراة الذهاب يوم 13 نوفمبر على ملعب فلامنغو على أرضه، حيث أقيمت مباراة الإياب يوم 20 نوفمبر على ملعب كوبريلوا. فاز فلامنغو بالبطولة بعد فوزه في مباراة فاصلة 2-0 في ملعب سينتيناريو في مونتيفيديو. وهكذا حقق النادي البرازيلي لقبه الأول في كأس ليبرتادوريس.